# Hiraken

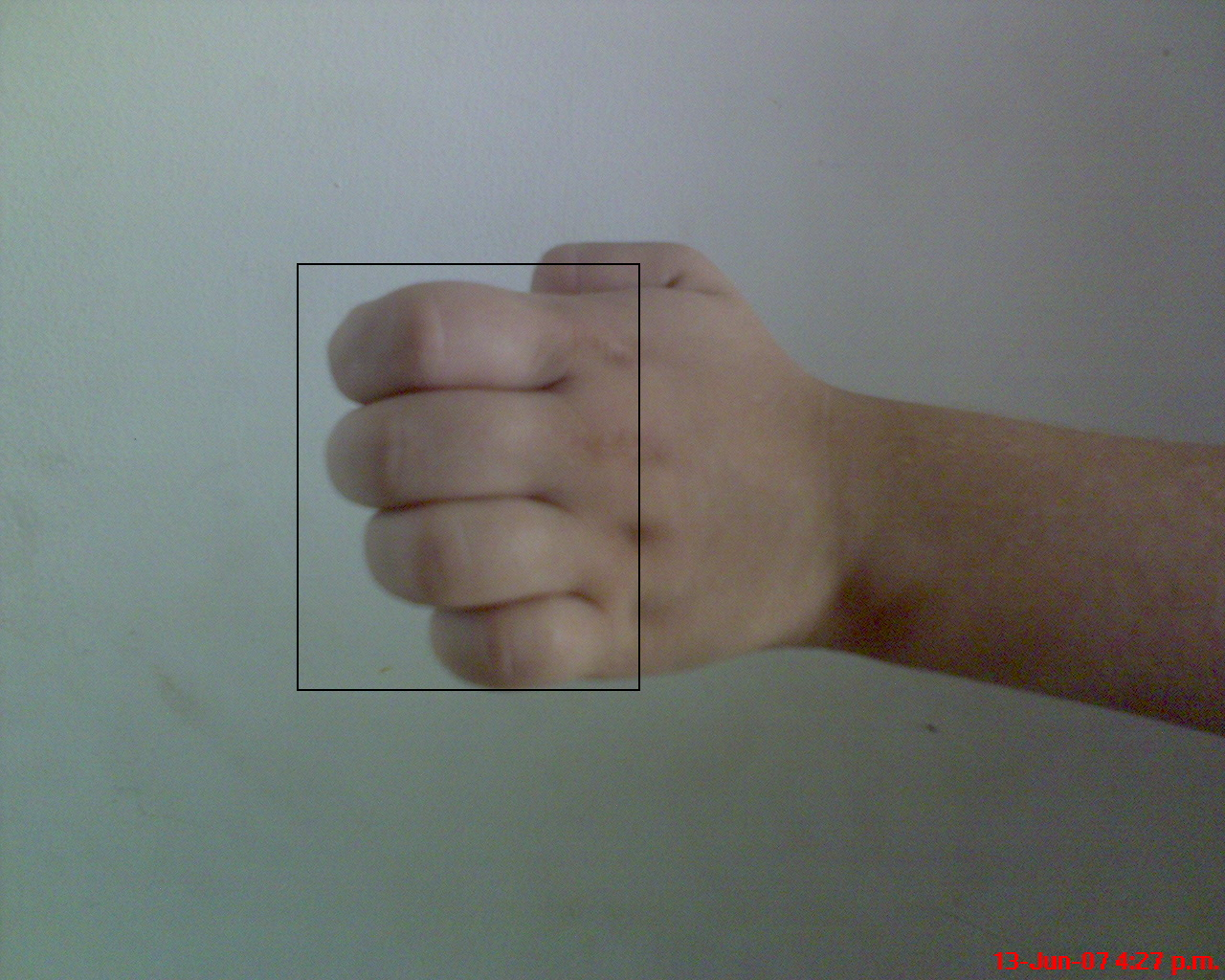
Zona golpeadora del golpe Hiraken.

El Hiraken (Puño de leopardo) es un ataque simple de karate.
Solamente se doblan los dedos por las segundas falanges y las yemas deben tocar la alma de la mano.
Al igual que el Seiken, la fuerza del impacto debe ser absorbida por las articulaciones de los dedos índice y corazón. El dedo pulgar puede variar de posición según los estilos y puede situarse en indistintamente estirado, replegado sobre la yema del dedo índice o situado encima de las uñas de los dedos corazón y anular.
Una variante es el Ryutoken, cabeza de dragón, en el cual están flexionadas igualmente las metacarpianas. Esta variante ofrece más seguridad para los dedos en caso de golpe en un lugar duro. Sus aplicaciones son muy específicas: de forma percutante se puede aplicar al labio superior y garganta; penetrante, o incluso empujando, es útil encontrar el esternón y los huecos intercostales y de forma circular se puede utilizar para desgarrar el ojo por la zona opuesta al lagrimar. Es un golpe muy en desuso.